# A. Le Coq Arena
A. Le Coq Arena ou Lilleküla Stadium est un stade de football situé dans le quartier de Kitseküla à Tallinn en Estonie.

## Présentation
Il accueille les matches à domicile du FC Flora Tallinn, club évoluant en première division estonienne ainsi que ceux de l'équipe d'Estonie de football.
Ce stade a une capacité de 14 336 places plus des sièges dans les loges VIP situées au troisième étage du stade.
L'architecte du stade est Haldo Oravas. En 2001, le bâtiment n'était pas achevé conformément au projet.
En septembre 2015, le gouvernement estonien a décidé d'allouer cinq millions d'euros du budget à la construction d'une extension du stade de football de Lilleküla, ce qui porte le nombre de places à 15 000 et permettra d'y organiser la finale de la Supercoupe de l'UEFA 2018.
En plus des sièges, le toit de la tribune nord et le bâtiment de façade ont été construits, et des réparations majeures ont été effectuées.

## Complexe de football de Lilleküla
Le complexe de football de Lilleküla comprend la Sportland Arena, la Nike Arena et la salle couverte de la A. Le Coq Arena, qui se trouvent à côté du stade A. Le Coq Arena.
En outre, les terrains du FC Flora Lilleküla (terrains de surface gazonnée, deux pelouses artificielles) appartenant au FC Flora Tallinn,.

## Événements
- Supercoupe de l'UEFA 2018

## Galerie

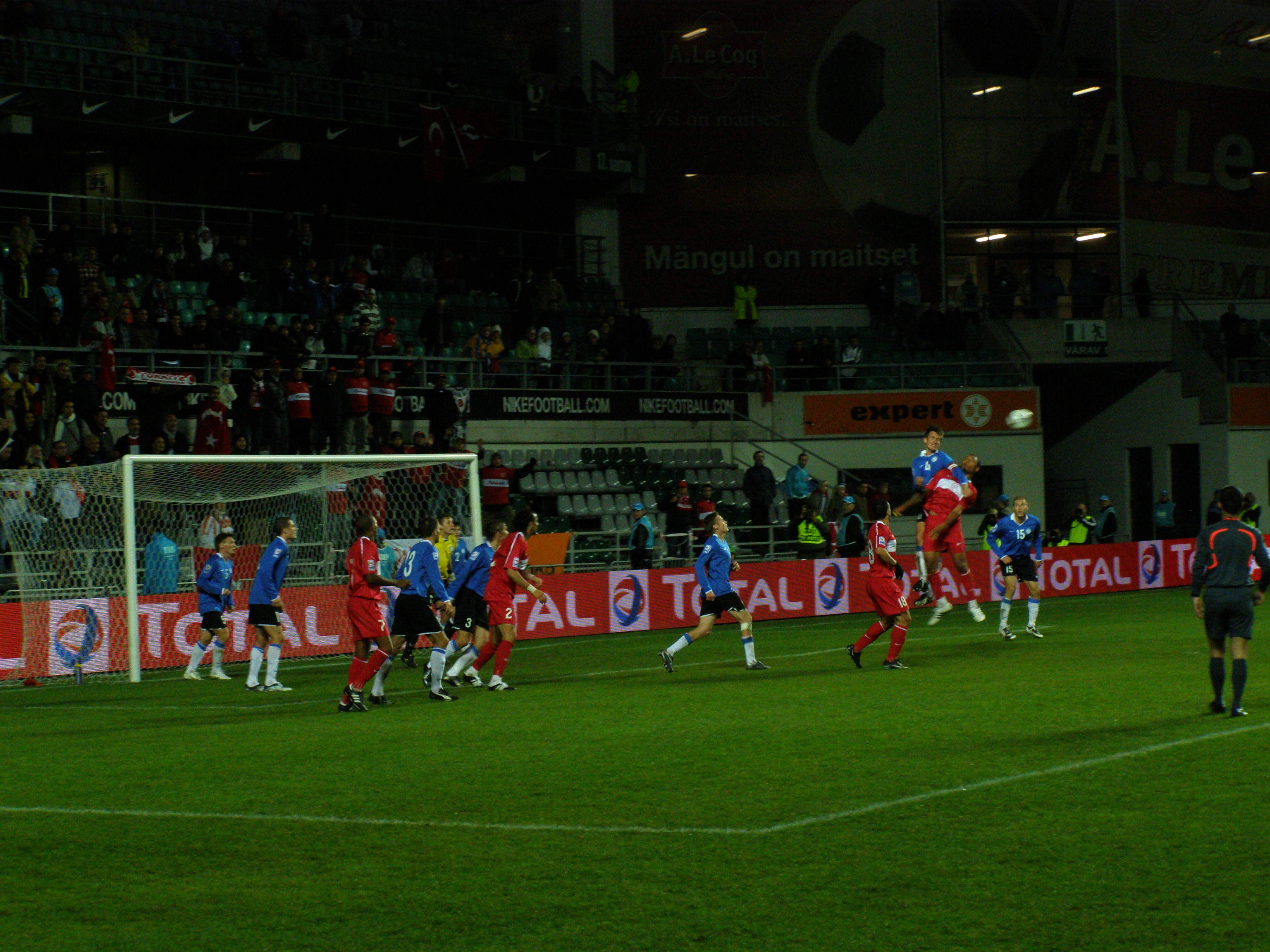
Estonie–Turquie le 15 octobre 2008
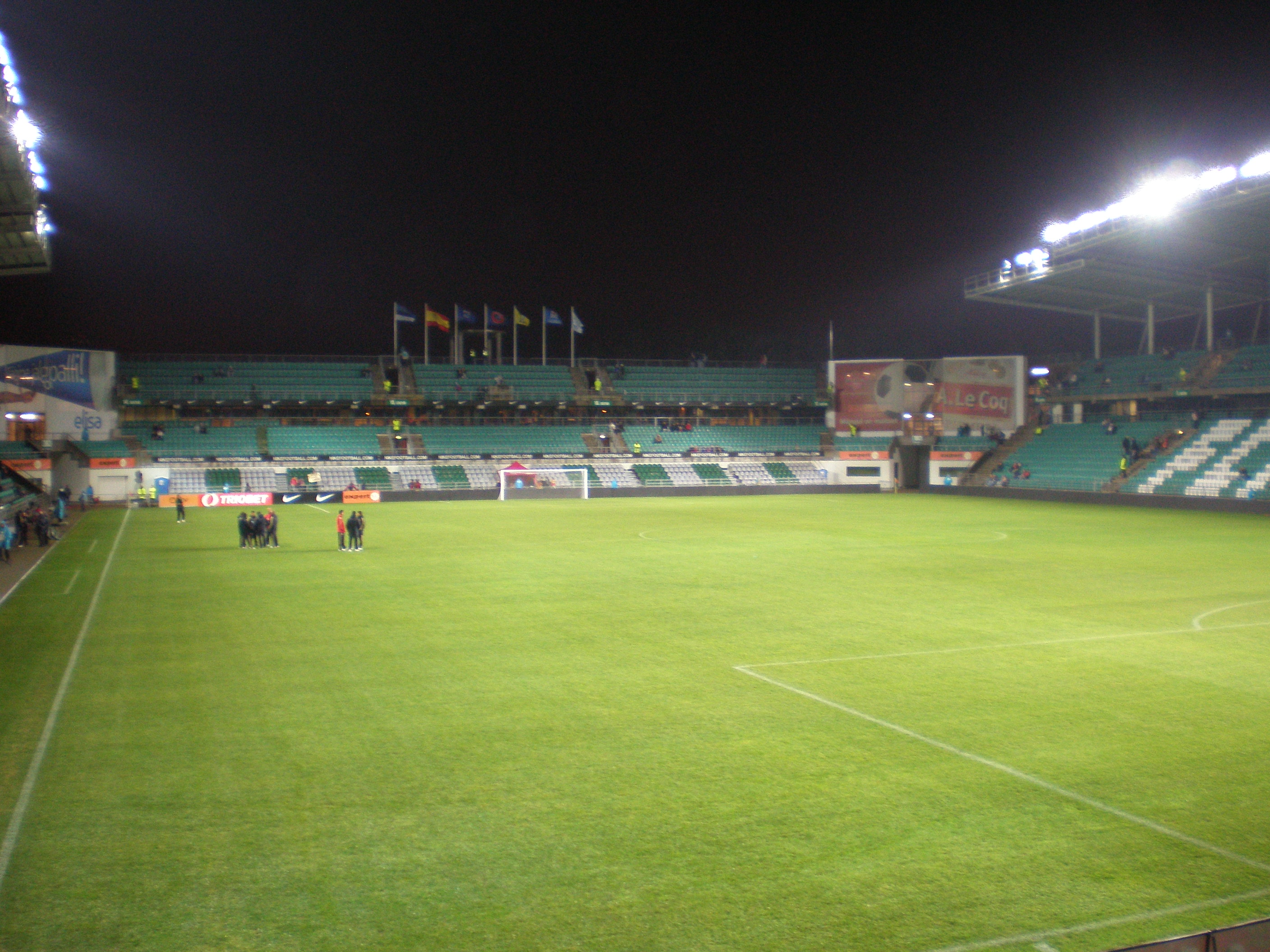
Avant Estonie - Espagne 11 octobre 2008.
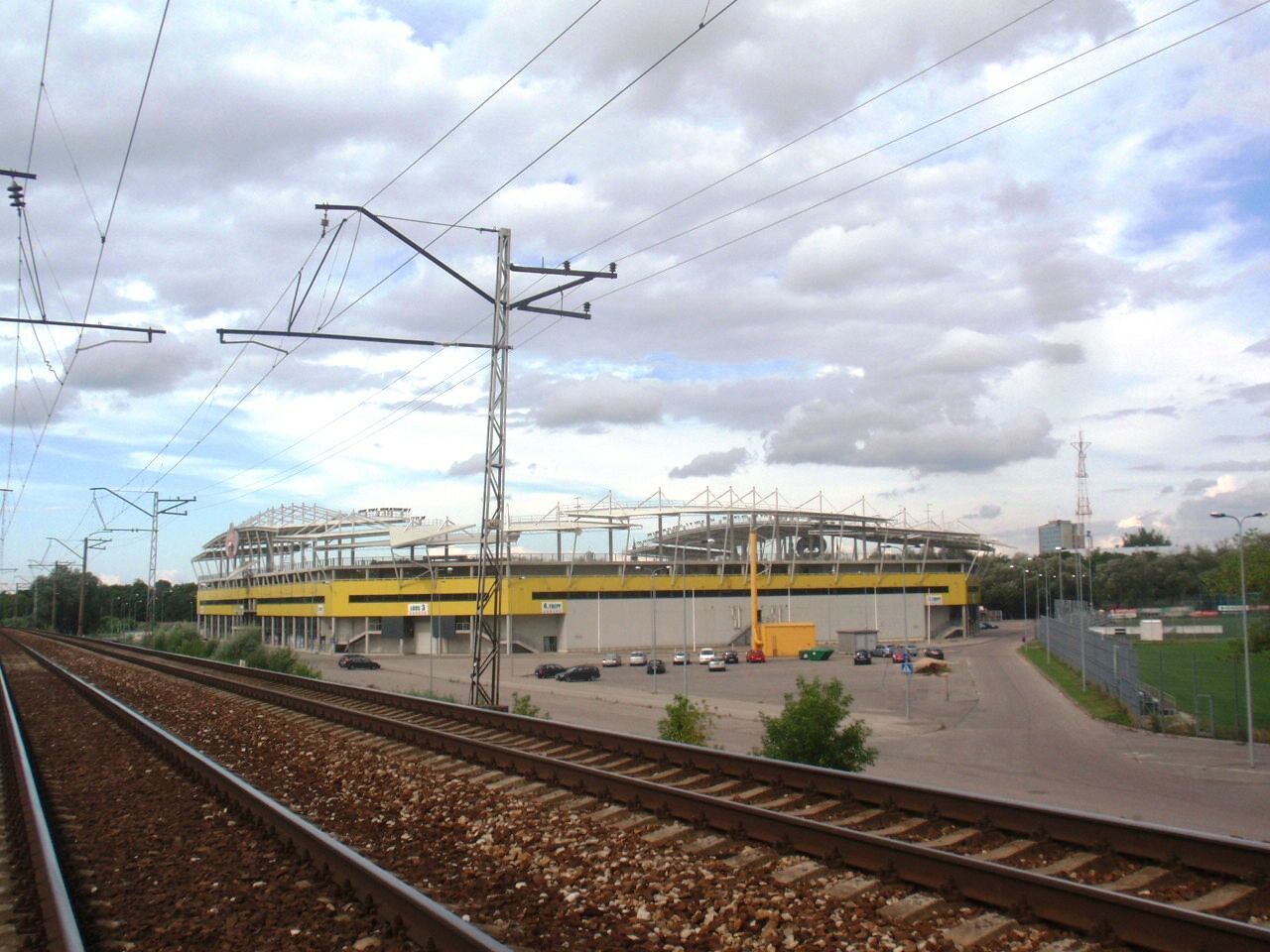
Le 9 août 2010
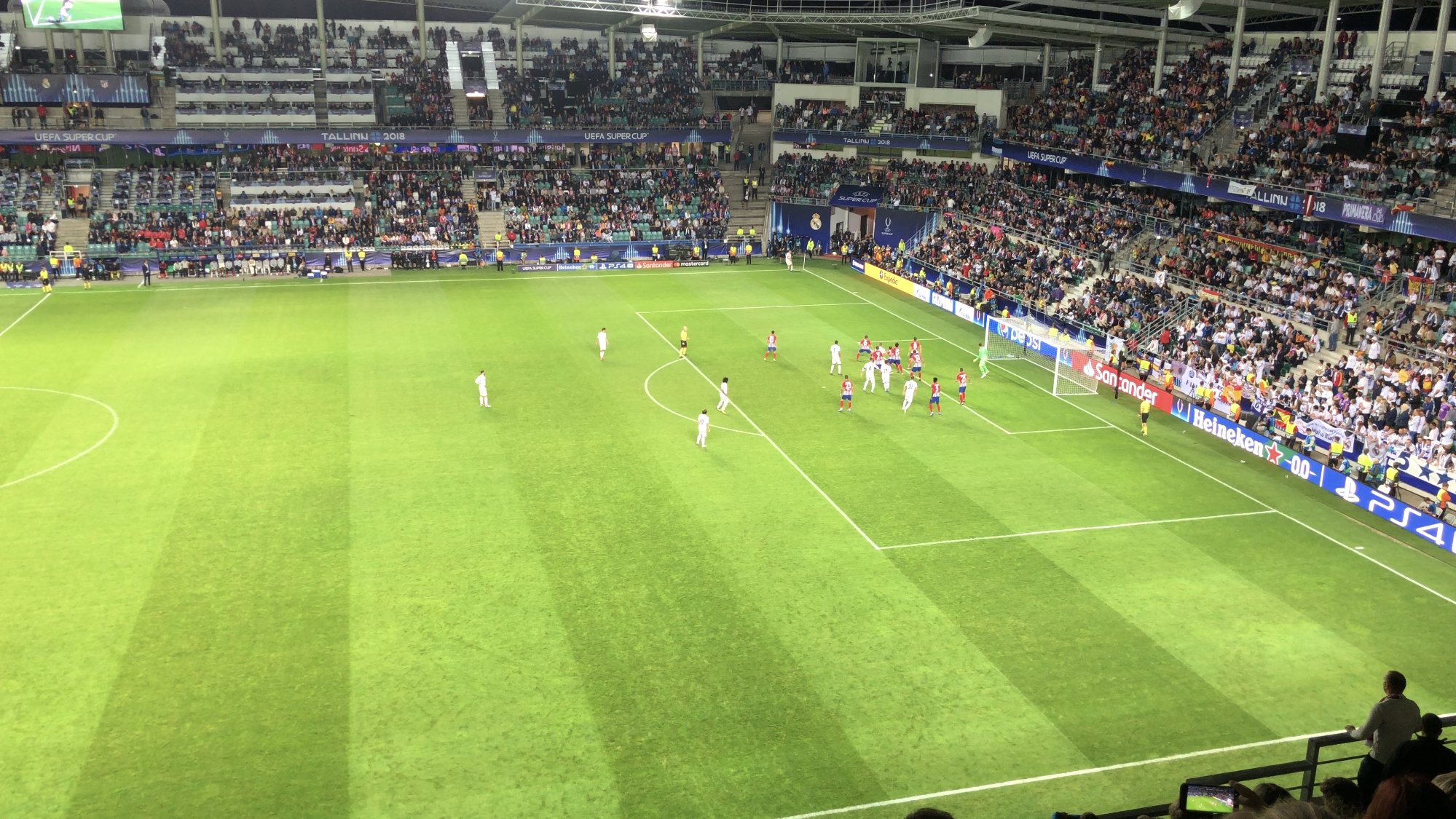
La finale de la Super Coupe de l'UEFA Real Madrid - Atlético Madrid en 2018.
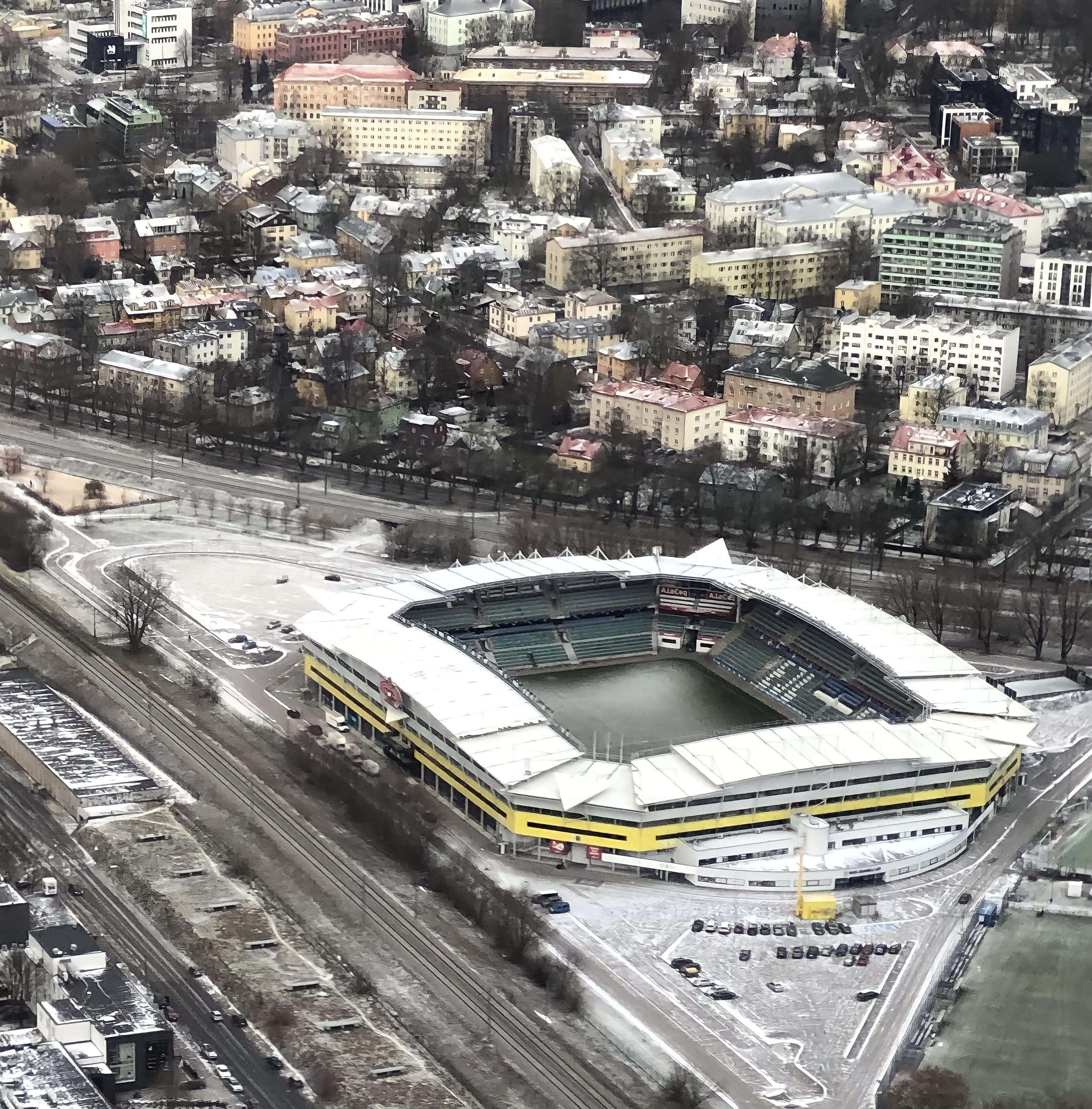
En décembre 2021.